# Issiaka Bamba
Issiaka Bamba hay ngắn gọnBamba (sinh ngày 31 tháng 3 năm 1990 ở Lakota) là một cầu thủ bóng đá người Bờ Biển Ngà, thi đấu ở vị trí tiền đạo.

## Sự nghiệp

### Câu lạc bộ
Vào tháng 3 năm 2018, Bamba ký hợp đồng cho câu lạc bộ Giải bóng đá ngoại hạng Armenia Gandzasar Kapan đến hết mùa giải 2017–18.